# Daiya Seto
Daiya Seto (jap. 瀬戸大也 Seto Daiya; ur. 24 maja 1994) – japoński pływak, specjalizujący się w stylu zmiennym i motylkowym, brązowy medalista igrzysk olimpijskich i czterokrotny mistrz świata na basenie 50-metrowym, rekordzista globu na krótkim basenie.

## Kariera
Złoty i srebrny medalista mistrzostw świata na krótkim basenie ze Stambułu (2012) na 400 i 200 m stylem zmiennym.
Rok później, na mistrzostwach świata w Barcelonie zdobył złoty medal na dystansie 400 m stylem zmiennym, uzyskując w finale czas 4:08,69. W konkurencji 200 m tym samym stylem z czasem 1:58,45 min zajął siódme miejsce.
Podczas kolejnych mistrzostw świata na długim basenie, w 2015 roku obronił tytuł mistrza świata sprzed dwóch lat, gdy w finale 400 m stylem zmiennym uzyskał czas 4:08,50. Na dystansie 200 m stylem motylkowym był szósty z czasem 1:55,16. Seto nie zdołał jednak awansować do finału konkurencji 200 m stylem zmiennym. W półfinale uzyskał czas 2:00,05 min i ostatecznie zajął 14. miejsce.
Na igrzyskach olimpijskich w Rio de Janeiro zdobył brązowy medal na dystansie 400 m stylem zmiennym w finale uzyskując czas 4:09,71. Płynął także w konkurencji 200 m stylem motylkowym, w której z czasem 1:54,82 min uplasował się na piątym miejscu.
W 2017 roku podczas mistrzostw świata w Budapeszcie wywalczył brązowe medale na 400 m stylem zmiennym (4:09,14) i 200 m stylem motylkowym (1:54,21). W konkurencji 200 m stylem zmiennym zajął piąte miejsce, uzyskawszy w finale czas 1:56,97.
W sierpniu tego samego roku został złotym medalistą letniej uniwersjady w Tajpej na 400 metrów stylem zmiennym, bijąc nowy rekord uniwersjady – 4:11,98. Zdobył również srebrne medale na 200 metrów stylem zmiennym oraz 200 metrów stylem motylkowym.